# Lord-lieutenant du Ayrshire and Arran
Ceci est une liste de personnes qui ont servi comme Lord Lieutenant du Ayrshire and Arran.
| Année       | Lord Lieutenant                   |
| ----------- | --------------------------------- |
| 1974–1991   | Sir Bryce Muir Knox               |
| 1991–2006   | Major Sir Richard Yates Henderson |
| 2006-2017   | John Duncan                       |
| depuis 2017 | Sheriff Iona Sara McDonald        |